# Splošna bolnišnica Brežice
Splošna bolnišnica Brežice skrbi za okrog 70.000 prebivalcev brežiške, krške in sevniške občine, na njo pa delno gravitirajo tudi prebivalci sosednjih območij. Nahaja se v Brežicah, na Černelčevi cesti 15.

## Oddelki
- Kirurški oddelek
- Interni oddelek
- Ginekološko-porodni oddelek
- Otroški oddelek
- Oddelek za anesteziologijo, intenzivno terapijo in terapijo bolečine
- Radiološki RTG oddelek